# A Storm to Come
A Storm to Come è il primo album studio del gruppo musicale tedesco Van Canto, pubblicato il 15 dicembre 2006.
La copertina dell'album è di Mattias Noren.

## Tracce
1. Stora Rövardansen – 1:33
2. King – 3:44
3. The Mission – 4:18
4. Lifetime – 4:49
5. Rain – 4:03
6. She's Alive – 4:12
7. I Stand Alone – 4:44
8. Starlight – 4:40
9. Battery – 5:13 – cover dei Metallica

## Formazione
- Dennis Schunke - voce
- Inga Scharf - voce
- Stefan Schmidt - voce
- Ross Thompson - voce
- Ingo Sterzinger - voce
- Dennis Strillinger - batteria